# Boberg, Norrköpings kommun
Boberg är en bebyggelse sydväst om Glan i Norrköpings kommun. Vid SCB:s ortsavgränsning 2020 klassades bebyggelsen som en småort.